# 코비박 코로나19 백신 (러시아)
CoviVac(러시아어: КовиВак,코비백)은 러시아의 러시아 과학 아카데미의 연구소인 추마코프 연구센터(Chumakov Centre)가 개발한 코로나19 백신 후보물질이다. 코비박은 러시아가 자체개발한 3번째 코로나19 백신으로 비활성화 백신 기술을 사용한 주목할만한 성과로 여겨진다.

## 개요
이 백신은 비활성화백신이다. 14일 간격으로 2번 접종해야 하며, 냉장고 온도에서 보관이 가능하다.

## 예방률
예방률은 80%이다.

## 러시아의 백신 개발
| 백신명칭                     | 기술               | 개발단계            | 개발사 | 예방률 |
| 스푸트니크 V ([러]Спутник V) | 바이러스 벡터 백신 | 2020년 8월 등록     | 가말레야 국립 전염병 및 미생물학 센터 | 91.6%  |
| 에피박코로나(EpiVacCorona)   | 재조합 백신        | 2021년 3월 양산     | 국립 벡토르 바이러스 생명공학 연구센터([러]Государственный научный центр вирусологии и биотехнологии）,[영]State Research Center of Virology and Biotechnology VECTOR) | 79.0%  |
| 코비박(CoviVac)              | 비활성화 백신      | 2021년 2월20일 승인 | 러시아 과학 아카데미산하 추마코프 연구센터(Chumakov Centre) | 80.0%  |
| 스푸트니크 라이트            | 바이러스 벡터 백신 | 2021년 5월 6일 승인 | 가말레야 국립 전염병 및 미생물학 센터 | 79.4%  |

## 같이 보기
- 시노팜
- 시노백